# سايانسك
سايانسك (بالروسية: Саянск) هي إحدى مدن روسيا في الكيان الفدرالي الروسي إركوتسك أوبلاست.

## توأمة
لسايانسك اتفاقيات توأمة مع:
- كراسنويارسك (2011 - )